# Bernardo Riccio
Pour les articles homonymes, voir Riccio.
Bernardo Riccio (né le 21 mars 1985 à Caserte, en Campanie, Italie) est un coureur cycliste italien.

## Palmarès

### Palmarès amateur
- 2004
  - 3e de la Coppa Ardigò
  - 3e du Gran Premio Sportivi Poggio alla Cavalla
- 2005
  - Giro della Bassa Padovana
  - Gran Premio Vivaisti Cenaiesi
  - 2e du Gran Premio Sportivi Poggio alla Cavalla
  - 2e du Trofeo Comune di Lamporecchio
- 2006
  - Coppa Belricetto
  - Coppa Caivano
  - Trofeo delle Colline Capannoresi
  - Circuito Isolano
  - 2e du Gran Premio Sportivi Poggio alla Cavalla
  - 3e du Trofeo Comune di Lamporecchio
- 2007
  - Grand Prix de la ville de Venise
  - Trofeo Papà Cervi
  - Mémorial Carlo Valentini
  - Coppa Caivano
  - Medaglia d'Oro GS Villorba
  - Grand Prix de la ville de Guastalla
  - Giro del Medio Polesine
  - Coppa San Biagio
  - Gran Premio Site
  - Medaglia d'Oro Città di Villanova
  - Trofeo SC Marcallo con Casone
  - Coppa Mobilio Ponsacco
  - Circuito Alzanese
  - 2e du Circuito Castelnovese
  - 2e du Trophée Lampre

### Palmarès professionnel
- 2008
  - 3e étape de la Clásica de Alcobendas
- 2011
  - 5e et 7e étapes du Tour d'Afrique du Sud
  - 3e du GP Nobili Rubinetterie Coppa Citta di Stresa

## Classements mondiaux
| Année            | 2007   | 2008 | 2009 | 2010   | 2011 |
| ---------------- | ------ | ---- | ---- | ------ | ---- |
| UCI Africa Tour  |        |      |      |        | 79e  |
| UCI America Tour |        |      |      |        | 326e |
| UCI Asia Tour    |        | 285e |      |        | 283e |
| UCI Europe Tour  | 1 187e | 310e | 302e | 1 186e | 357e |